# Monte Grappa
El monte Grappa (1775 m) es una montaña de los Prealpes Vénetos en Véneto, Italia. Se encuentra entre la llanura véneta, al sur y la zona alpina central, al norte. Al oeste,  está separado del monte Asiago por el río Brenta, y al este  está separado del macizo Cesen-Visentin por el río Piave. Al norte se encuentran el lago Corlo y el valle Feltre. Antiguamente, la montaña se llamaba Alpe Madre, y actualmente está dividido entre tres provincias: Vicenza al oeste, Treviso al sur y Belluno al nordeste. Es la cumbre más alta  de un pequeño macizo, el cual también incluye muchas otras cumbres como Col Moschin,  Colle della Berretta, Monte Asolone, Monte Pertica, Prassolan, Monti Solaroli, Fontana Secca, Monte Peurna, Monte Santo, Monte Tomatico, Meatte, Monte Pallon y Monte Tomba.

## Geomorfología
El Macizo del Grappa se formó hace casi diez millones de años. Fue creado por la colisión entre las capas tectónicas africana y europea. Hoy en día, los tipos principales de roca encontrados en el Grappa son:
- El Calizas Grises: la formación más vieja, formando la mayor parte del macizo: se encuentra en las zonas de acantilado. Su composición calcárea ha causado tal expansión del Fenómeno Karst que se han descubierto muchas cuevas llenas de estalactitas, profundos pozos y cuevas;
- El Rosso Ammonitico: con su origen calcáreo,  forma las “ciudades de piedra” situadas en los valles de Poise y Meda;
- El Biancone: una roca calcárea encontrada en la cumbre y alrededor de los pueblos de Borso y Semonzo;
- La Escama Roja: una caliza que se utiliza también para hacer cemento.

## Flora
Debido a su posición geográfica cerca de la llanura véneta, el área del Monte Grappa es muy rico en flores y plantas. De hecho, sus condiciones climáticas ha favorecido la prevalencia de arbustos mediterráneos pequeños y vegetación alpina que está compuesta mayoritariamente de coníferas en las zonas de nieve. Arbustos y árboles típicos en el Monte Grappa son  el Arce de Monte (Acer pseudoplatanus) y el árbol de Lima (Tilia platyphyllos) con varios geófitos debajo, el árbol de Abeto Blanco (Abies concolor), la Picea y el Fagus. Flores de bosque; Diente de león (Leontodon tenuiflorus), Knautia persicina, Globularia nudicaulis, Peonia Salvaje (Paeonia officinalis), el Iris cengialti, soldanella y clematis. Hierbas de pasto; Festuca paniculata y Helictotrichon parlatorei, y en los acantilados, Minuartia graminifolia puede ser encontrado.

## Fauna
El Macizo del Grapa también es rico en fauna. La especies más comunes son el ciervo, muflón, y rebeco;  hay pájaros de como el zopilote, el halcón peregrino y el águila dorada, y ardillas, zorros, tejones, y lagartos pueden encontrarse en sus pendientes.

## Historia

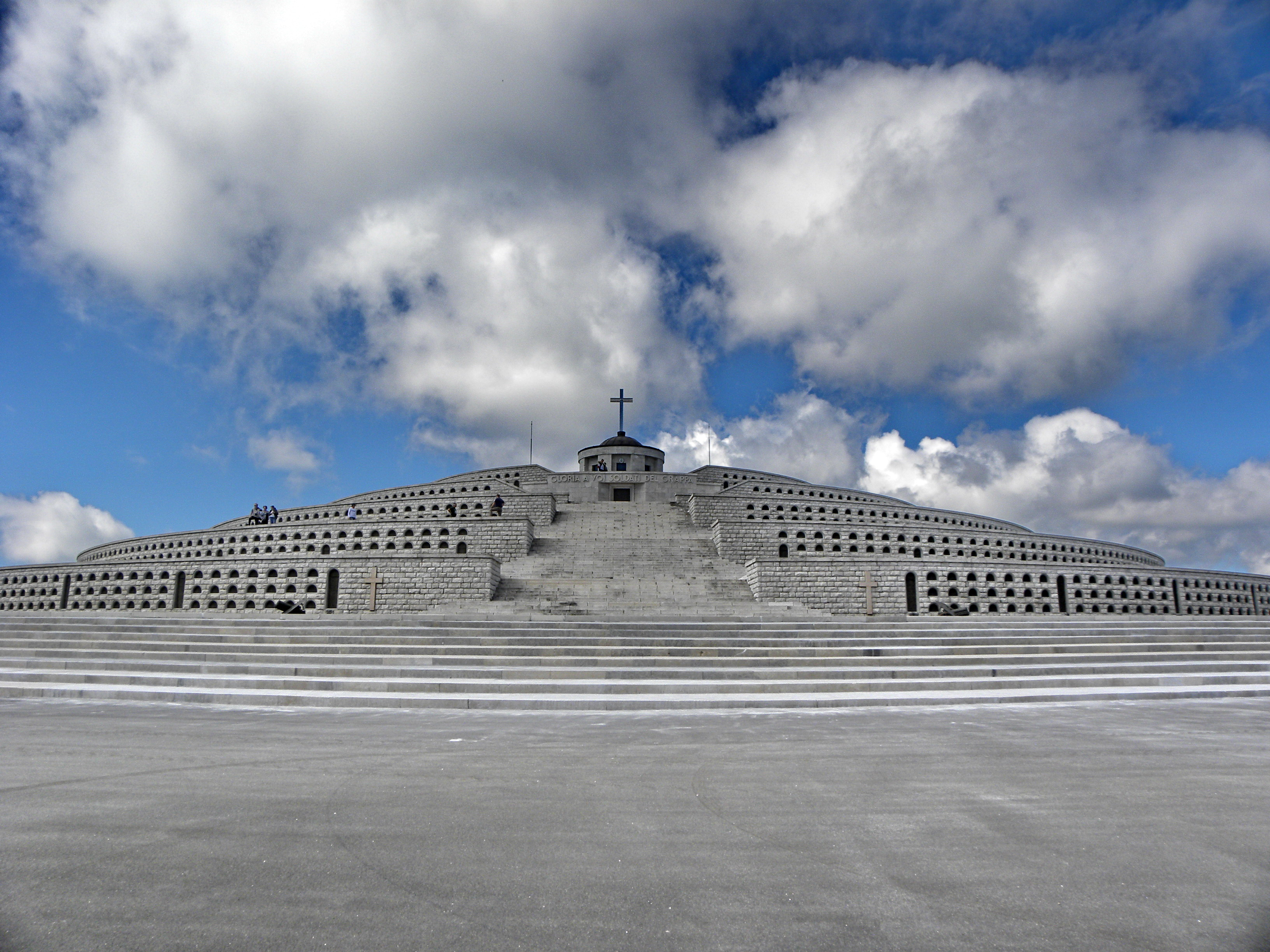
El Osario de la Primera Guerra Mundial.

Algunos de los acontecimientos de la Primera Guerra Mundial y Segunda Guerra Mundial tuvieron lugar en el Monte Grappa, y un monumento conmemorativo, la estatua de la Madonna del Grappa (reducida a escombros durante la Segunda Guerra Mundial pero restaurado en los años siguientes), y un Museo de Guerra Mundial se encuentran en la montaña. Los restos de soldados italianos y austro-húngaros que murieron en la guerra reposan aquí.
Durante la Primera Guerra Mundial, después de la derrota italiana en Caporetto, el Monte Grappa se convirtió en el pilar más importante de la defensa italiana, y los austríacos intentaron numerosas veces conquistar la cumbre para extenderse por la llanura véneta desde el 11 de noviembre de 1917 al 24 de octubre de 1918. Los italianos hicieron cuevas en la roca y construyeron situaciones fijas para la artillería, de modo que  podrían mantener control desde el Monte Valderoa a la Colina Caprile.
Durante la Segunda Guerra Mundial, los Partisanos buscaron refugio en el Monte Grappa. Aquí los nazis mataron a un número enorme de soldados, y quienes no habían muerto en la batalla fueron colgados públicamente en Bassano del Grappa.
Después de la guerra, la OTAN construyó una base de misil del radar en el Monte Grappa para defensa antiaérea americana, que se derribó en los 1970s.

### El Memorial

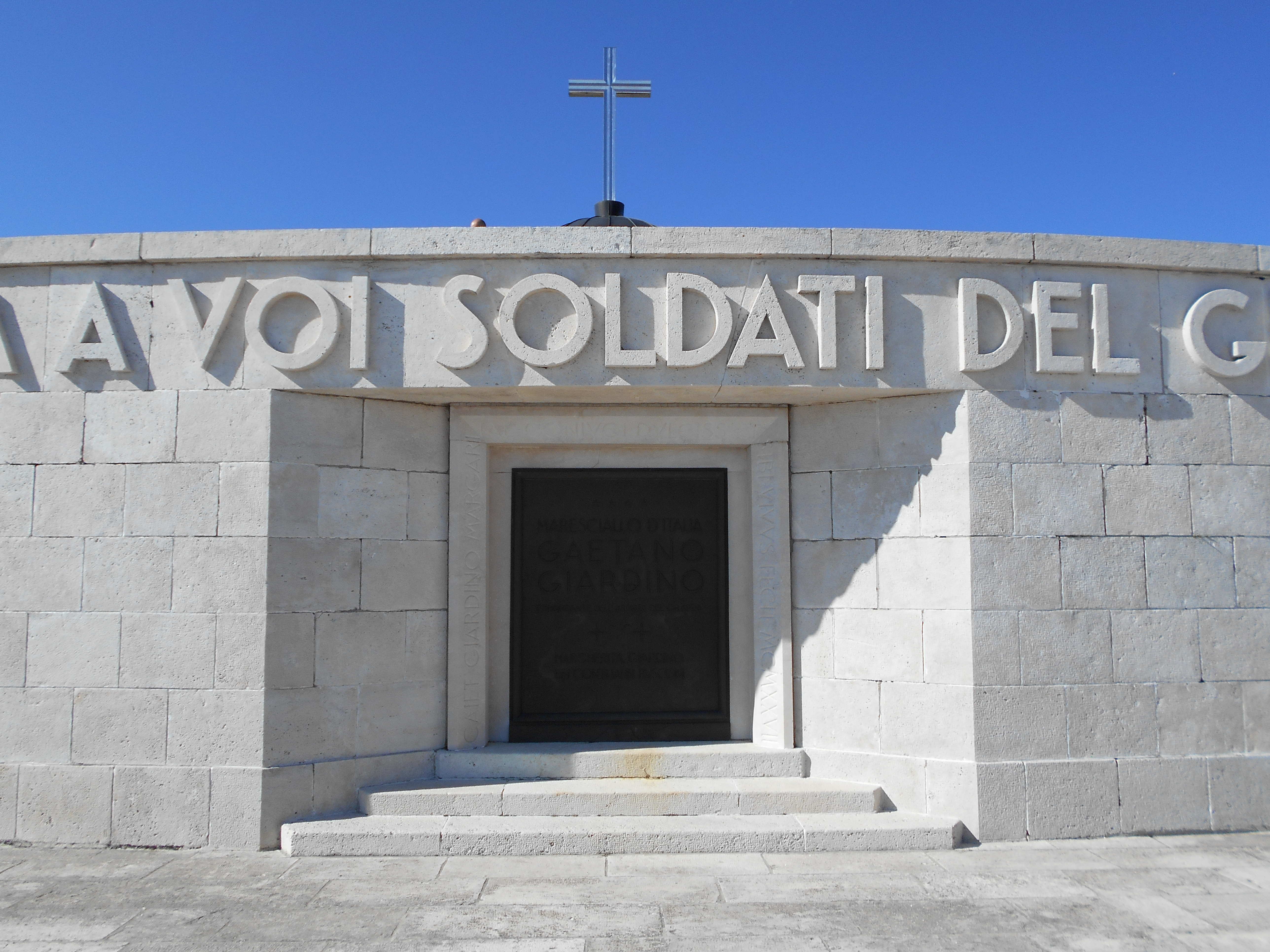
Detalle del Sacrario militare del Monte Grappa.

En la cima del Monte Grappa  hay un monumento memorial, diseñado por el arquitecto Giovanni Greppi en colaboración con el escultor Giannino Castiglioni, e inaugurado el 22 de septiembre de 1935.
En la arteria central se hallan los restos de 12 615 soldados, de los cuales, 10 332 aun sin identificar. El monumento está compuesto de cinco círculos concéntricos puestos uno encima de otro para formar una pirámide. En la parte superior hay un pequeño santuario de la Madonnina del Grappa.
Cerca el monumento,  hay cueva donde se cree que algunos Partisanos fueron quemados vivos por los nazis. Desde 1974  ha habido una estatua llamada Al Partigiano en esa cueva, hecha por el escultor Augusto Murer.